# Pieralberto Carrara
Pieralberto Carrara (* 14. Februar 1966 in Bergamo) ist ein ehemaliger italienischer Biathlet. Er nahm an vier Olympischen Winterspielen und mehreren Biathlon-Weltmeisterschaften teil. Zu seiner aktiven Zeit war er einer der besten und erfolgreichsten Biathleten seines Landes und gehörte zeitweise zur Weltspitze.
Pieralberto Carrara lebt in Serina und arbeitet als Forstwächter. Er gehörte seit 1982 dem italienischen Nationalteam an und trat für Centro Sportivo Forestale an. Auf nationaler Ebene gewann er drei Meisterschaften und erreichte mehrere zweite und dritte Plätze. Von der Mitte der 1980er bis zum Ende der 1990er startete er im Biathlon-Weltcup. In der zweiten Hälfte der 1980er Jahre gewann er erste Weltcuppunkte. Seine ersten Biathlon-Weltmeisterschaften lief Carrara 1987 in Lake Placid und belegte im Sprint den 42. Platz. 1988 lief der Italiener das Sprintrennen der Olympischen Winterspiele von Calgary und wurde 13. Die Weltmeisterschaften 1989 brachten einen 14. Platz im Sprint. Im Jahr darauf gewann er mit Wilfried Pallhuber, Johann Passler und Andreas Zingerle als Schlussläufer der italienischen Staffel in Kontiolahti die Goldmedaille. Besonders erfolgreich verlief die Saison 1990/91. Zunächst gewann er einen Sprint in Ruhpolding und wurde Zweiter eines Einzels, in Oberhof kam er auf den dritten Rang eines Einzels. Etwas unglücklich verliefen die Olympischen Winterspiele 1992 in Albertville. Im Sprint wurde Carrara 41., mit der Staffel verpasste er als Vierter knapp eine Medaille.
Die beste Saison lief Carrara 1992/93. Er gewann in Antholz zunächst ein Sprintrennen und wenig später mit Wilfried Pallhuber, Johann Passler und Andreas Zingerle die Goldmedaille im Staffelrennen bei den Biathlon-Weltmeisterschaften 1993 in Borowez. Im Sprint wurde er Sechster. In der Saison 1992/93 belegte er hinter Mikael Löfgren und Mark Kirchner den dritten Platz in der Gesamtwertung des Biathlon-Weltcups. Gute, aber nicht überragende Ergebnisse erreichte Carrara als 15. im Einzel, 23. im Sprint und Sechster mit der Staffel bei den Olympischen Winterspielen 1994 in Lillehammer. Beim nichtolympischen Mannschaftswettbewerb gewann er kurz darauf in Canmore mit Hubert Leitgeb, Zingerle und Pallhuber seinen dritten Weltmeistertitel. Bei den Weltmeisterschaften der folgenden Jahre erreichte Carrara immer wieder gute Resultate. 1995 in Antholz wurde er Neunter im Sprint und verpasste als Viertplatzierter mit der Staffel knapp eine Bronzemedaille, 1996 in Ruhpolding erreichte er die Ränge 18 im Einzel und vier im Sprint, 1997 in Ruhpolding gewann er im Staffelrennen Bronze. In der Saison 1995/96 kam Carrara als Viertplatzierter auch letztmals unter die zehn besten Biathleten des Gesamtweltcups.
Bei den Olympischen Winterspielen 1998 in Nagano erreichte Carrara seinen größten internationalen Erfolg und gewann hinter Halvard Hanevold die Silbermedaille im Einzel über 20 Kilometer. Zudem erreichte er im Sprint den zehnten und mit der Staffel den neunten Platz. Seine letzten Weltmeisterschaften wurden die Titelkämpfe 1999 in Kontiolahti mit den Rängen 34 im Sprint und 44 in der Verfolgung. Nach der Saison beendete Carrara seine aktive Karriere und arbeitet inzwischen als Biathlontrainer.

## Biathlon-Weltcup-Platzierungen
| Platzierung                 | Einzel | Sprint | Verfolgung | Massenstart | Team | Staffel | Gesamt |
| --------------------------- | ------ | ------ | ---------- | ----------- | ---- | ------- | ------ |
| 1. Platz                    | 1      | 1      |            |             | 1    | 2       | 5      |
| 2. Platz                    | 1      | 3      |            | 1           |      | 2       | 7      |
| 3. Platz                    | 1      | 1      |            |             | 1    | 3       | 6      |
| Top 10                      | 11     | 20     |            | 1           | 4    | 19      | 55     |
| Punkteränge                 | 27     | 39     | 5          | 1           | 4    | 20      | 96     |
| Starts                      | 51     | 67     | 11         | 1           | 4    | 20      | 154    |
| Stand: Daten nicht komplett |        |        |            |             |      |         |        |